# Miliusa indica
Miliusa indica Lesch. ex A.DC. – gatunek rośliny z rodziny flaszowcowatych (Annonaceae Juss.). Występuje naturalnie w Indiach oraz na Sri Lance. 

## Morfologia
PokrójZimozielony krzew.
LiścieMają kształt od eliptycznego do podłużnie owalnego. Mierzą 3–5 cm długości oraz 1–2,5 cm szerokości. Nasada liścia jest zaokrąglona lub prawie sercowata. Blaszka liściowa jest o wierzchołku od tępego do spiczastego. Ogonek liściowy jest owłosiony i dorasta do 2–3 mm długości.
KwiatySą pojedyncze, rozwijają się w kątach pędów. Działki kielicha mają owalny kształt i dorastają do 4 mm długości. Płatki wewnętrzne mają podłużnie owalny kształt.

## Biologia i ekologia
Kwitnie od czerwca do lipca, natomiast owoce dojrzewają od października do listopada.